# فريدريكا دي لاغونا
فريدريكا (فريدي) أنيس لوبيز دي ليو دي لاغونا (بالإنجليزية: Frederica)‏ (ولدت في 3 أكتوبر عام 1906 وتوفيت في 6 أكتوبر عام 2004)، عالمة أمريكية في الإثنولوجيا، والأنثروبولوجيا، وعلم الآثار، عملها له تأثيره على فن سكان ألاسكا الأصليين وأسلاف الهنود، والآثار القديمة في شمال غرب أمريكا، وألاسكا.
أسست وترأست قسم الأنثروبولوجيا في كلية برين ماور منذ عام 1938 وحتى عام 1972، وشغلت منصب نائبة رئيس جمعية علم الآثار الأمريكية منذ عام 1949 وحتى عام 1950، ورئيسة الرابطة الأمريكية للأنثروبولوجيا منذ عام 1966 وحتى عام 1967. تشمل الجوائز التي حصلت عليها دي لاغونا جائزة ليندباك في كلية برين ماور للتدريس المتميز في عام 1972، وانتخابها في الأكاديمية الوطنية للعلوم كأول امرأة، مع زميلتها السابقة مارغريت ميد في عام 1975، وجائزة الخدمة المتميزة من الرابطة الأمريكية للأنثروبولوجيا عام 1986، واحتفالية من شعب ياكوتات عام 1996، ووسام لوسي وارتون دريكسل من جامعة بنسلفانيا عام 1999.

## الحياة المهنية
قامت دي لاغونا بأول بعثة مدفوعة إلى المضيق البحري برينس ويليام وخليج الكوك في عام 1930، بعد مرض كاج بيركيت سميث وعدم قدرته على الاستمرار مع دي لاغونا كمساعد أبحاث. حصلت دي لاغونا بدلًا من ذلك على تمويل من متحف جامعة بنسلفانيا وجلبت شقيقها والاس، الذي كان جيولوجيًا، بصفة مساعد. وفي العام التالي، وظف المتحف دي لاغونا لفهرسة مجموعاتهم من الأسكيمو، ثم مول مرة أخرى عمليتي تنقيب في خليج كوك في عامي 1931 و1932. شاركت في قيادة بعثة أثرية وعرقية إلى المضيق البحري برينس ويليام في عام 1933 مع بيركيت سميث، أصبحت الرحلة الأساس لكتاب «هنود الإييك من دلتا نهر كوبر، ألاسكا» عام 1938. بعد ذلك استكشفت دي لاغونا وادي يوكون السفلي، ونهر تانانا في عام 1935، ونشرت عملين بسببه: رحلات بين دينا عام 1994، وحكايات من دينا عام 1997.
وظفت كلية برين ماور دي لاغونا بصفة محاضرة في علم الاجتماع عام 1938 «لتدريس أول منهاج تعليمي في الأنثروبولوجيا». احتفظت بهذا المنصب حتى عام 1942 عندما أخذت إجازة غياب للعمل في الاحتياطي البحري كقائدة ملازمة للنساء المقبولات في خدمة الطوارئ الطوعية. درّست التاريخ البحري، والرموز، والشيفرات لضابطات البحرية في كلية سميث حتى نهاية الحرب في عام 1945. استأنفت واجباتها المهنية في كلية برين ماور ثم عادت إلى منطقة شمال تلنغت في ألاسكا في الخمسينيات من القرن العشرين، مما أدى إلى «دراسة شاملة مكونة من ثلاثة مجلدات... اعتبرت العمل الرسمي عن ياكوتات تلنغت». على الرغم من تقاعدها في عام 1975، بقيت دي لاغونا نشطة في مهنتها من خلال رحلة إلى آبرناويك، جرينلاند (مما أدى إلى الانتهاء من كتاب هنود التلنغت عام 1991 لجورج ثورنتون إمونز)، والعمل التطوعي لخدمة دائرة الغابات في الولايات المتحدة في ألاسكا، وتأسيس مطبعة فريدريكا دي لاغونا للكتب الشمالية.
عملت دي لاغونا أيضًا كمساعدة في الحفاظ على التربة في عامي 1935 و1936 في محمية بيما الهندية بولاية أريزونا، وكمعلمة في مدرسة ميدانية أثرية في عام 1941 برعاية كلية برين ماور، ومتحف شمال أريزونا، وكأستاذة زائرة في جامعة بنسلفانيا منذ عام 1947 وحتى عام 1949، ومنذ عام 1972 وحتى عام 1976، وفي جامعة كاليفورنيا في بركلي منذ عام 1959 وحتى عام 1960، ومنذ عام 1972 وحتى عام 1973.

## وصلات خارجية
- "Frederica de Laguna Collection"
- "Frederica de Laguna collection" from Bryn Mawr College
- Frederica de Laguna Northern Books